# Новопетровка (Орловская область)
Новопетровка — деревня в Свердловском районе Орловской области. Административный центр Новопетровского сельского поселения. Население — 237 чел. (2010).

## География
Деревня расположена на берегах рек Оптуха и Жертвина.
Уличная сеть представлена четырьмя объектами: Садовая улица, Центральная улица, Полевой переулок и Школьный переулок.
Географическое положение: в 9 километрах от районного центра — посёлка городского типа Змиёвка, в 35 километрах от областного центра — города Орёл и в 344 километрах от столицы — Москвы.

## Население
| 2002 | 2010 |
| ---- | ---- |
| 218  | ↗237 |